# Sternospina concretipalpis
Sternospina concretipalpis är en spindelart som beskrevs av Schmidt och Krause 1993. Sternospina concretipalpis ingår i släktet Sternospina och familjen käkspindlar. Inga underarter finns listade i Catalogue of Life.